# Thoái hóa khớp
Thoái hóa khớp có biểu hiện lâm sàng bởi đau khớp và cột sống mạn tính, không có biểu hiện viêm. Tổn thương cơ bản của bệnh là tình trạng thoái hóa của sụn khớp và đĩa đệm, những thay đổi ở phần xương dưới sụn và màng hoạt dịch. Nguyên nhân chính của bệnh là quá trình lão hóa và tình trạng chịu áp lực quá tải và kéo dài của sụn khớp.

## Nguyên nhân

### Sự lão hóa xương khớp
Ở người trưởng thành các tế bào sụn không có khả năng sinh sản và tái tạo, mặt khác khi người ta già đi, cùng với sự lão hóa của cơ thể, các tế bào sụn cũng dần dần giảm chức năng tổng hợp chất tạo nên sợi colagen và mucopolysacarit, làm cho chất lượng sụn kém dần nhất là tính đàn hồi và chịu lực.

### Yếu tố cơ giới
Là yếu tố quan trọng thúc đẩy nhanh quá trình thoái hóa nhất là thể thoái hóa thứ phát, thể hiện bằng sự tăng bất thường lực nén trên một đơn vị diện tích của mặt khớp và đĩa đệm, còn được gọi là hiện tượng quá tải, bao gồm:
- Các dị dạng bẩm sinh làm thay đổi diện tỳ nén bình thường của khớp và cột sống.
- Các biến dạng thứ phát sau chấn thương, u, loạn sản, làm thay đổi mối tương quan, hình thái của khớp và cột sống.
- Sự tăng tải trọng do tăng cân quá mức như béo phì, tăng tải trọng do nghề nghiệp...

### Các yếu tố khác
- Di truyền: cơ địa già sớm.
- Nội tiết: tuổi mãn kinh, đái tháo đường, loãng xương do nội tiết.
- Chuyển hóa: bệnh gout, bệnh da sạm màu nâu.

## Triệu chứng

### Đau khớp
Đau theo kiểu cơ giới, tức là đau khi vận động và giảm khi nghỉ ngơi.
- Vị trí: thường đau đối xứng hai bên, đau khu trú ở khớp hay đoạn cột sống bị thoái hóa ít lan xa, trừ khi có chèn ép vào rễ dây thần kinh.
- Tính chất: đau âm ỉ, có khi thành cơn đau cấp sau khi vận động ở tư thế bất lợi, đau nhiều về buổi chiều, giảm đau về đêm và sáng sớm.
- Đau diễn biến thành từng đợt, có khi diễn biến đau liên tục tăng dần.
- Đau không kèm theo các biểu hiện viêm.

### Hạn chế vận động
Các khớp và cột sống bị thoái hóa sẽ bị hạn chế vận động một phần, có khi hạn chế nhiều do phản xạ co cứng cơ kèm theo. Bệnh nhân có thể không làm được một số động tác như không quay được cổ, không cúi được sát đất, một số bệnh nhân có dấu hiệu phá gỉ khớp.

### Biến dạng khớp
Thường không biến dạng nhiều như trong các bệnh khớp khác, biến dạng trong khớp do mọc gai xương, do lệch trục khớp hoặc thoát vị màng hoạt dịch.

### Phương pháp chẩn đoán
Dựa vào triệu chứng lâm sàng của bệnh nhân mà các bác sĩ sẽ đưa ra phương pháp chẩn đoán phù hợp và cho kết quả chính xác nhất. Một số phương pháp chẩn đoán được áp dụng phổ biến hiện nay:
- Xquang
- Chụp cộng hưởng từ
- Nội soi khớp
- Siêu âm khớp
- Chụp cắt lớp (CT Scanner);...

## Điều trị

### Nguyên tắc chung
- Làm giảm triệu chứng đau.
- Duy trì, hoặc điều trị phục hồi chức năng của các khớp.
- Hạn chế sự tàn phế.
- Tránh các tác dụng độc do dùng thuốc.